# 克雷斯特 (密蘇里州)
克雷斯特（英語：Crest）是位於美國密蘇里州本頓縣的非建制地區。

## 地理
克雷斯特所處的海拔為高於海平面330米（即1083英呎），而該地所採用的時區為UTC-6，即北美中部時區（CST）。同時該地設有夏令時間，為UTC-6調快一小時，即UTC-5（CDT）。